# ماكس إيستمان
ماكس فوريستر إيستمان (بالإنجليزية: Max Eastman) 4 يناير 1883 - 25 مارس 1969 كاتب أمريكي في الأدب والسياسة والمجتمع، كان داعما للتقدمية قبل أن يتحول إلى داعم للحقوق الفردية ويقف خصما للاشتراكية، كان راعيا لما كان يدعى "نهضة هارلم"

## نشأته وتعليمه
ولد ماكس في كاناندياغوا، مقاطعة أونتاريو، نيويورك. كان أبواه، صموئيل إليجاه إيستمان وأنيس بيرثا فورد، من متديني الكنيسة التجميعية (بروستانت) وكانت أمه في سنة 1889 من أوائل النساء اللاتي يعيّن قساوسة
أخذ ماكس شهادة البكالوريوس من كلية ويليامز عام 1905 ومن 1907 إلى 1911 عمل على الدكتوراه في الفلسفة من جامعة كولومبيا وكان مساعدا في قسم الفلسفة ومحاضرا في قسم علم النفس لكنه في نهاية المطاف رفض أن يأخذها -الدكتوراه- على الرغم من أنه أكمل جميع متطلباتها، دخل في قضايا سياسية مثل دوره في إيجاد "رابطة الرجال المطالبين بحق المرأة في الاقتراع"

## راديكالي ريادي
أصبح إيستمان شخصية رئيسية في مجتمع قرية غرينتش ذي الميول اليسارية وعاش تحت تأثيره سنواتٍ عدة. دَمج هذا مع تجربته الأكاديمية لاستكشاف اهتماماتٍ مختلفة، بما فيها الأدب وعلم النفس والإصلاح الاجتماعي. في عام 1913، أصبح رئيس تحرير الدورية الاشتراكية الرائدة في أمريكا (الجماهير)، وهي مجلة تجمع بين الفلسفة الاجتماعية والفنون. من كتاب المجلة خلال فترته شيروود أندرسون ولويز براينت وفلويد ديل وإيمي لويل ومابل دودج لوهان وروبرت ماينور وجون ريد وكارل ساندبيرغ وأبتون سينكلير وآرت يونغ. في العام نفسه، نشر إيستمان كتاب الاستمتاع بالشعر، وهو دراسة للاستعارة الأدبية من وجهة نظر نفسية. خلال هذه الفترة، أصبح إيستمان من المدافعين البارزين عن الحب الحر وتنظيم النسل.
أثارت التنديدات الكثيرة بمشاركة أمريكا في الحرب العالمية الأولى والتي نُشرت في مجلة الجماهير، وكتب إيستمان الكثير منها، جدلًا وردود فعل من السلطات. وُجهت التهم لإيستمان مرتين وقُدم للمحاكمة بموجب قانون التحريض على الفتنة، ولكنه بُرئ في كل منهما. في خطاب ألقاه في يوليو عام 1917، اشتكى من أن ملاحقات الحكومة بعدوانية للمعارضين تعني أنه «لا يمكنك حتى أن تجمع أفكارك دون أن يعتقلوك بتهمة التجمع غير القانوني». في عام 1918، أُجبرت مجلة الجماهير على التوقف بسبب اتهامات بموجب قانون التجسس لعام 1917.
جمع إيستمان الأموال لإرسال الراديكالي جون ريد إلى روسيا في عام 1917. ونشرت مجلته مقالات ريد من هناك. جُمعت هذه المقالات لاحقًا في كتاب عشرة أيام هزت العالم، وهو روايته البارزة للثورة البلشفية.
ألقى إيستمان خطابات مناهضة للحرب نيابة عن مجلس الشعب الأمريكي للديمقراطية وشروط السلام.
في عام 1919، أنشأ إيستمان وأخته كريستال (التي أصبحت في العام التالي من مؤسسي اتحاد الحريات المدنية الأمريكي) مجلة مشابهة بعنوان ذه لبيريتر (المحرِر) . ونشرا لكتّاب مثل إدوارد إستالن كامينغز وجون دوس باسوس وإرنست هيمنغوي وهيلين كيلر وكلود مكاي وإدموند ويلسون. في عام 1922، استولى حزب العمال الأمريكي على المجلة بعد أن واجهت مشاكل مالية متواصلة. في عام 1924، دُمجت مجلة المحرر مع مجلتين وأصبحت المجلات الثلاثة معًا مجلة العمال الشهرية. أنهى إيستمان ارتباطه بالمجلة.
في عام 1922، انطلق إيستمان في جولة لتقصي الحقائق في الاتحاد السوفييتي، بغية التعرف على التشريع السوفيتي للماركسية. بقي فيه فترة سنة وتسعة أشهر، راقب خلالها الصراع على السلطة بين ليون تروتسكي وجوزيف ستالين. بعد حضور مؤتمر الحزب في مايو 1924، غادر روسيا في يونيو من ذلك العام. وبقي في أوروبا في الأعوام الثلاثة التالية.
بعد عودته إلى الولايات المتحدة في عام 1927، نشر إيستمان أعمالًا كثيرة انتقدت النظام الستاليني بشدة، بدءًا بمقالة عنوانها «منذ وفاة لينين» كتبها في عام 1925. وصف فيها عهد لينين، إذ هرّب إيستمان نسخة من ذلك الكتاب خارج روسيا. اقترح فيه فلاديمير لينين تغييرات في هيكل الحكومة السوفيتية، وانتقد الأعضاء الأهم في القيادة السوفيتية واقترح عزل ستالين من منصبه بوصفه أمينًا عامًا للحزب الشيوعي السوفييتي. استنكرت القيادة السوفيتية رواية إيستمان واستخدمت انضباط الحزب لإجبار تروتسكي، الذي كان عضوًا في المكتب السياسي، على كتابة مقال ينكر فيه رواية إيستمان للأحداث. وصف إيستمان في مقالاتٍ أخرى أوضاع الفنانين والناشطين السياسيين في روسيا. حدت هذه المقالات من شعبية إيستمان في الأوساط اليسارية الأمريكية آنئذٍ. في السنوات اللاحقة، استشهد اليساريون واليمينيون بكتاباته في هذا الموضوع باعتبارها قدمت صورًا متزنة وواقعية للنظام السوفييتي في زمن ستالين.
غيرت تجارب إيستمان في الاتحاد السوفييتي ودراساته اللاحقة رؤيته للماركسية المُمارسَة في روسيا السوفيتية في زمن ستالين. لكنه واصل التزامه بالأفكار السياسية اليسارية دون هوادة. في أثناء وجوده في الاتحاد السوفييتي، نشأت صداقه بينه وبين تروتسكي، واستمرت حتى في فترة نفي الأخير إلى المكسيك. في عام 1940، اغتيل تروتسكي في المنفى على يد أحد عملاء ستالين. أتقن إيستمان بعد ذلك اللغة الروسية في عام ونيّف، وترجم الكثير من أعمال تروتسكي إلى اللغة الإنجليزية، بما فيها كتابه التاريخي المؤلف من ثلاثة مجلدات باسم تاريخ الثورة الروسية. ترجم أيضًا أعمال الشاعر ألكسندر بوشكين ونشرها، بما فيها غابرييلياد.
خلال الثلاثينيات، واصل إيستمان نقد الأدب المعاصر في كتاباته. نشر أعمالًا انتقد فيها جيمس جويس وغيره من الكتاب الحداثيين الذين حسب زعمه عززوا «تقديس عدم الوضوح». كانت هذه الأعمال مثيرة للجدل في وقت كان فيه الحداثيون محط إعجاب كبير. حين سأل إيستمان جويس عن سبب استخدامه أسلوبًا صعبًا في الكتابة، أجاب جويس بقوله الشهير: «لإبقاء النقاد مشغولين ثلاثمئة سنة».
نشر إيستمان العقل الأدبي (1931) والاستمتاع بالضحك (1936) الذي انتقد فيه بعض عناصر نظرية فرويد. في ثلاثينيات القرن العشرين، ناقش معنى الماركسية مع الفيلسوف سيدني هوك (مثل إيستمان، درس هوك في جامعة كولومبيا في ظل جون ديوي) في سلسلة من المناقشات العامة. كان إيستمان محاضرًا تجوّل طوال ثلاثينيات وأربعينيات القرن العشرين، متحدثًا عن موضوعات أدبية واجتماعية مختلفة في مدن مختلفة في أرجاء البلاد.

## الزواج
تزوج من إيدا راوب وتطلقا في سنة 1922
في عام 1924 تزوج من إلينا كريلينكو من موسكو خلال عام قضاه في الاتحاد السوفييتي

## روابط خارجية
- ماكس إيستمان على موقع IMDb (الإنجليزية)
- ماكس إيستمان على موقع الموسوعة البريطانية (الإنجليزية)
- ماكس إيستمان على موقع إن إن دي بي (الإنجليزية)
- ماكس إيستمان على موقع ديسكوغز (الإنجليزية)
- ماكس إيستمان على موقع قاعدة بيانات الفيلم (الإنجليزية)